# Camillo Brandhuber
Camillo Brandhuber (* 28. Oktober 1860 in Sigmaringen; † 18. Februar 1931 im Kloster Rottenmünster) war ein deutscher katholischer Geistlicher und Abgeordneter.

## Leben
Seit 1900 war er Stadtpfarrer in Meßkirch. Dort erteilte er ab 1901 Martin Heidegger und dessen Bruder Fritz Lateinunterricht. Dem begabten Martin Heidegger vermittelte er 1903 ein Stipendium für den Besuch des Konradihauses in Konstanz, einem erzbischöflichen Studienheim zur Heranbildung zukünftiger Geistlicher.
Im Jahr 1906 kam er von Meßkirch als Stadtpfarrer nach Hechingen. Er war „ein hochbegabter Volksmann und Redner und gegen seinen Willen in den Vordergrund des politischen Lebens gerückt“.
Er war als Vertreter des Wahlkreises Hohenzollern von 1908 bis 1918 Mitglied des Preußischen Abgeordnetenhauses in Berlin für die Zentrumspartei und von 1918 bis 1922 Abgeordneter und Präsident des Landeskommunalverbandes der Hohenzollerischen Lande in Sigmaringen.
Wegen seiner politischen Tätigkeit konnte er seine seelsorgerischen Aufgaben nur noch in einer kleinen Pfarrei ausüben. Deshalb kam er von Hechingen über Dettingen im Jahr 1917 nach Benzingen. 1924 wurde er durch die Diözese geehrt, indem er zum Geistlichen Rat ernannt wurde. Er ist in Hechingen beerdigt.
Brandhuber freundete sich um 1917 in Berlin mit Albert Einstein an. Vermittelt wurde die Freundschaft durch seine Schwester Fidelia, die mit der in
Hechingen aufgewachsenen Elsa Einstein, sie war ab 1919 die zweite Ehefrau von Albert Einstein, befreundet war. Zwischen 1917 und 1924 besuchte Albert Einstein Brandhuber viermal in Benzingen und war jeweils etwa eine Woche zu Gast im Pfarrhaus, im Oktober 1920 sogar mit seinen beiden Söhnen Hans Albert Einstein und Eduard Einstein. Über Einsteins Besuche in Benzingen geben seine Briefe an Elsa Einstein Auskunft. Erstmals wird 2022 der Grund für die Freundschaft der scheinbar ungleichen Freunde erklärt, nämlich ihre gemeinsame republikanische Grundhaltung.